# سقوط القمر
سقوط القمر (بالإنجليزية: Moonfall )‏ هو فيلم خيال علمي أكشن عرض عام 2022، من إخراج وكتابة رولان إيميريش وبطولة هالي بيري، باتريك ويلسون، جون برادلي، تشارلي بلامر، مايكل بينا ودونالد ساذرلاند. عرض الفيلم لأول مرة في 4 فبراير 2022.